# Tempio ed ex-convento di San Francisco de Asís
Il Tempio ed ex convento di San Francisco de Asís' si trova nella città di Tepeji del Río, nello stato di Hidalgo, in Messico. Appartiene al gruppo di edifici mendicanti costruiti dai francescani nel XVI secolo.

## Storia

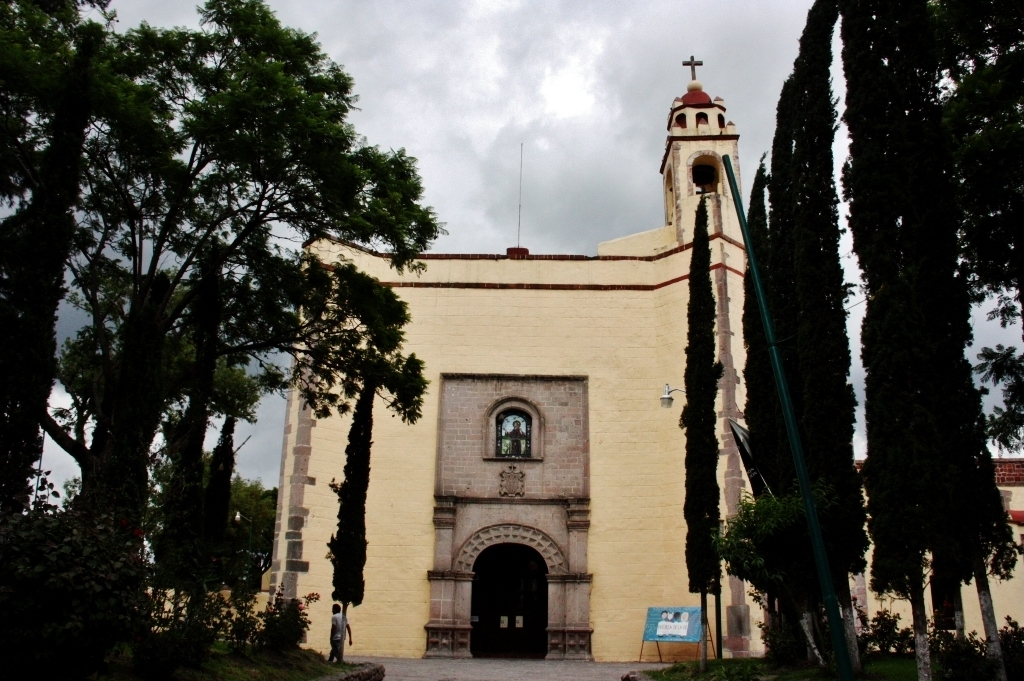
Facciata della Chiesa

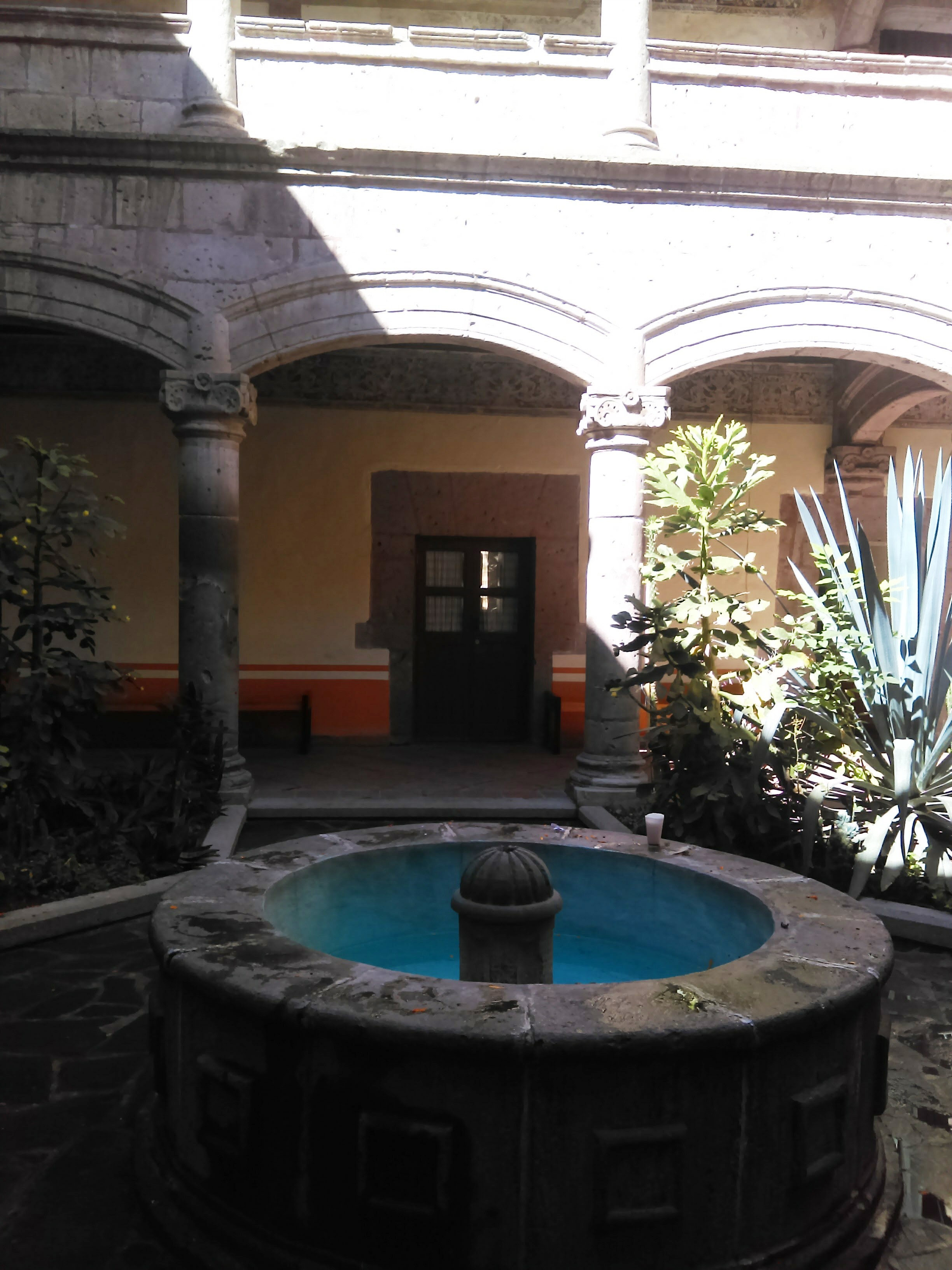
Interno del Chiostro

La popolazione Nahua di Tepexic, insieme alla popolazione Otomi di Utlaxpan, furono visitate dai frati francescani del convento di Tula. Secondo la tradizione, nel primo dei centri abitati, nel 1556, esisteva una piccola chiesa poi scomparsa insieme al paese. Su iniziativa di Diego de Grado Cornejo, il 21 agosto 1558, i frati francescani si presentarono a Xilotepec davanti ad Alemán e Luis Ramírez de Vargas, sindaco della città. Le città di Tepeji e Utlaxpan concordano la costruzione di un monastero francescano nelle zone di dette città. In conformità al precedente accordo, nell'ottobre del 1558, il signor Diego de Almodovar, luogotenente del sindaco della provincia di Tula, e Francisto Soto, notaio, presero possesso del sito destinato alla chiesa e al monastero di Tepexic, dal Padre Diego de Grado Cornejo. Venne stilato il noto "Atto di Xilotepec" che è un fascicolo composto da sette documenti relativi alla fondazione della chiesa e del convento di San Francisco de Asís. I primi sei furono firmati tra il 1558 e il 1559 dal viceré Luis de Velazco Sr. e dal notaio Antonio de Turcios. La costruzione fu iniziata dal Frate Diego Grado Cornejo nel 1560, nel 1586 l'edificio fu completato. Un altro documento, (il settimo), fu aggiunto all'Atto di Xilotepec nel 1606, fu decretato dal viceré Juan Manuel de Mendoza y Luna per regolare l'uso di il canale d'irrigazione che serviva il convento. Il 2 dicembre 1768, il tempio fu secolarizzato, ma mantenne la sua dedicazione originaria a San Francesco, come è documentato fino ad oggi. All'Indipendenza del Messico, nel dicembre 1816, il capo realista Hevia, con una divisione di quasi mille uomini e con l'artiglieria, attaccò il capo Juan de Terán, che si asserragliò nel convento con 200 insorti, resistendo e alla fine abbandonò il luogo senza alcuna perdita se non quel poco di artiglieria che contava. Il 1º agosto 2010 questo luogo è stato aggiunto al Patrimonio dell'Umanità dell'UNESCO; all'interno della dichiarazione oltre al Tempio ed ex convento di San Francesco d'Assisi, ci si trova anche il tratto del Camino Real tra il ponte La Colmena e l'antica Hacienda de La Cañada; entrambi situati nel comune di Tepeji del Río de Ocampo.

## Descrizione

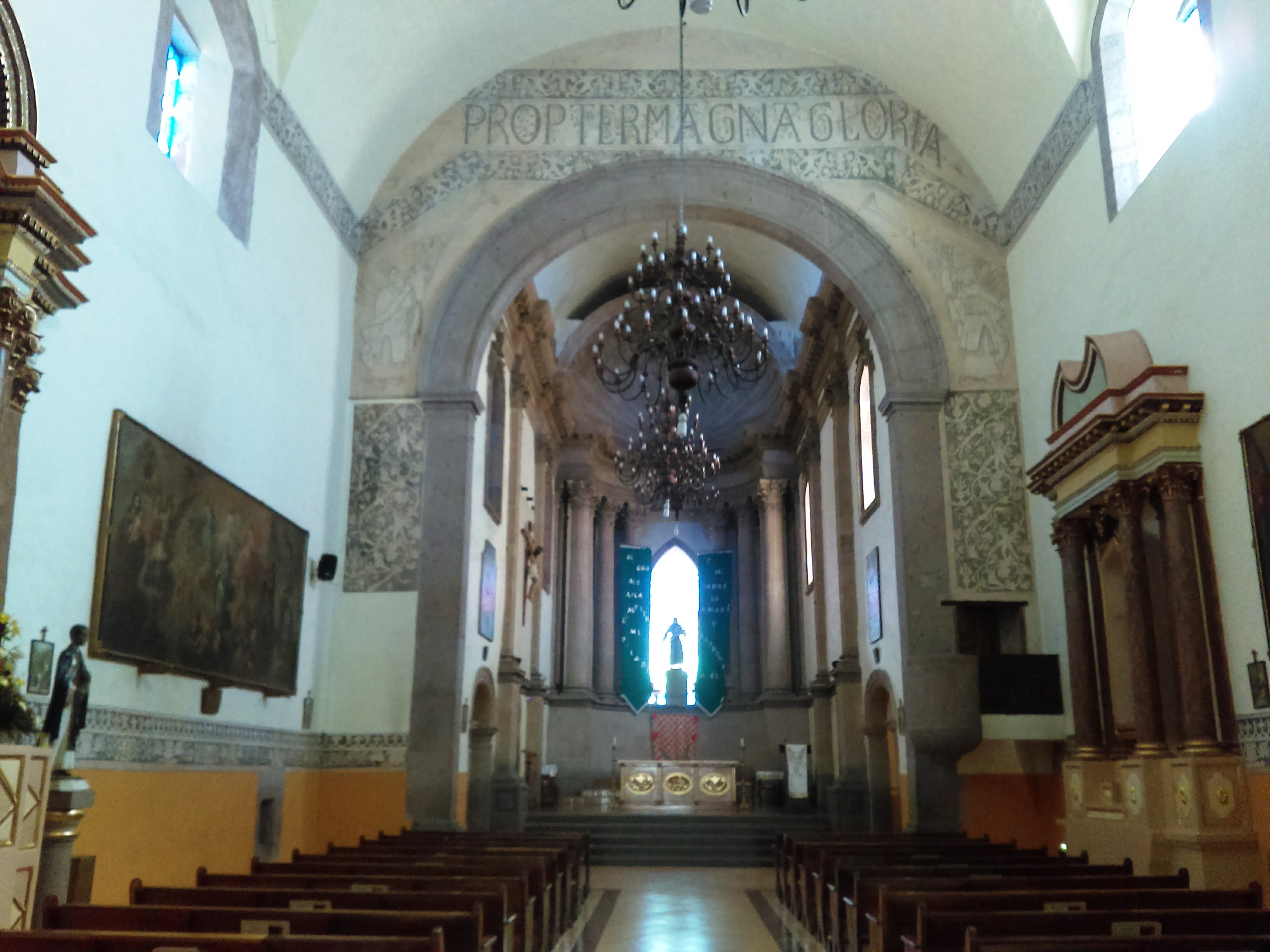
Interno della chiesa

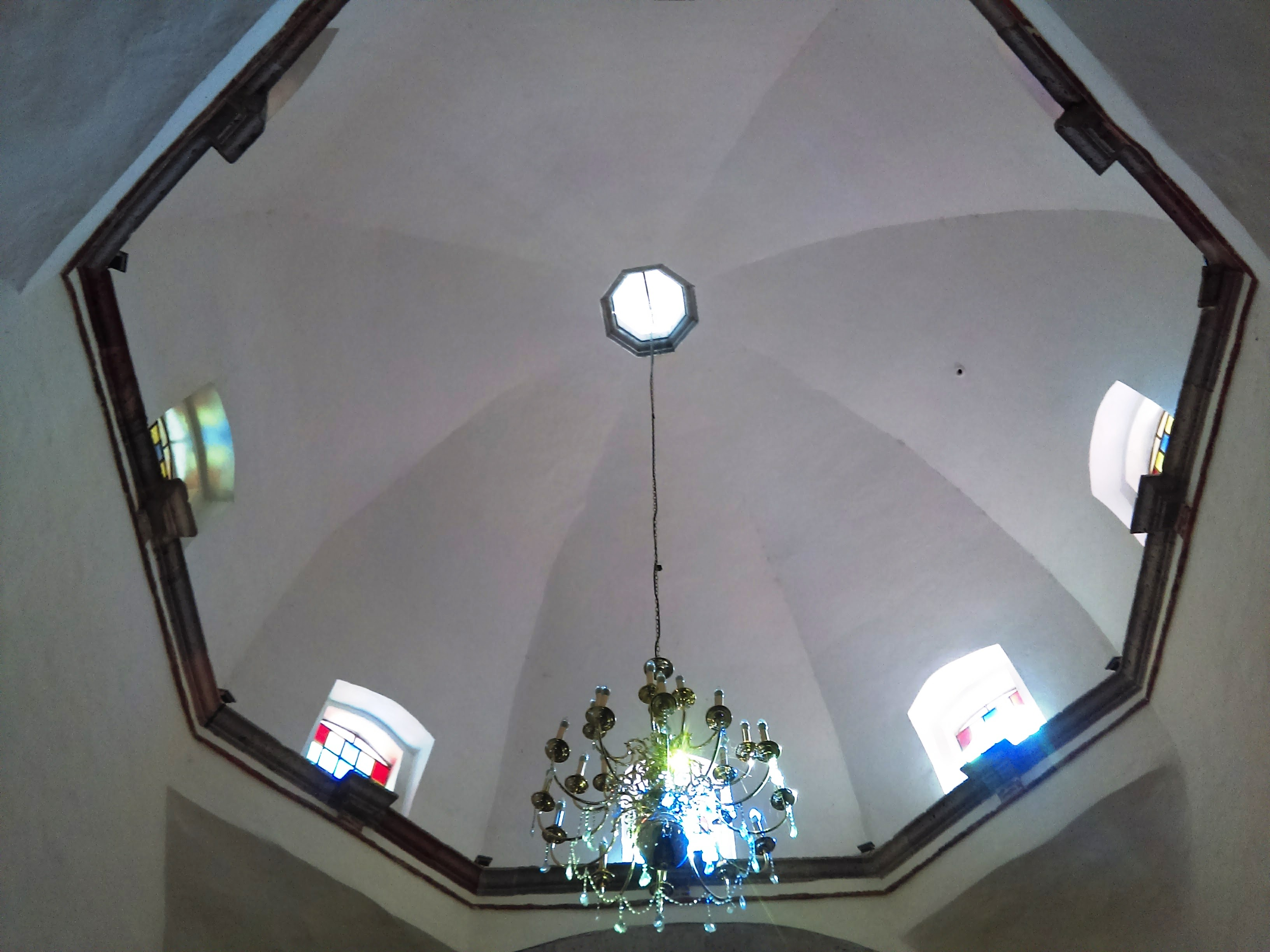
Interno della cupola

Il complesso architettonico presenta elementi di stile classico distribuiti all'interno dove si trovano sobriamente combinati resti di pittura murale con temi religiosi e opere di grande formato eseguite da Juan Correa e Francisco Martínez, che si conserva nell'annessa cappella detta del Sagrario, una tela datata 1718, con il tema della Purísima. Il tempio ha una sobria facciata in stile rinascimentale. Il coro è a travi con soffitto in tela e pavimento in intonaco misto; poggia su tre archi semicircolari che poggiano su colonne di stile indefinito con fusti lisci di cava. Sullo sfondo, su un plinto alto 0,80 cm, con quattro gradini, vi è il presbiterio, determinato da un arco trionfale. L'atrio è circondato da mura merlate e conserva due cappelle e una cappella aperta, mentre il suo chiostro, in discreto stato di conservazione, adiacente, a sud della parrocchia, è formato su due livelli da archi ribassati; il chiostro è circondato dalla canonica su due piani, realizzata in muratura con copertura a capriate e tettoia. La costruzione simula una grande fortezza con spesse mura appoggiate su enormi contrafforti.

## Dichiarazione come Patrimonio dell'Umanità

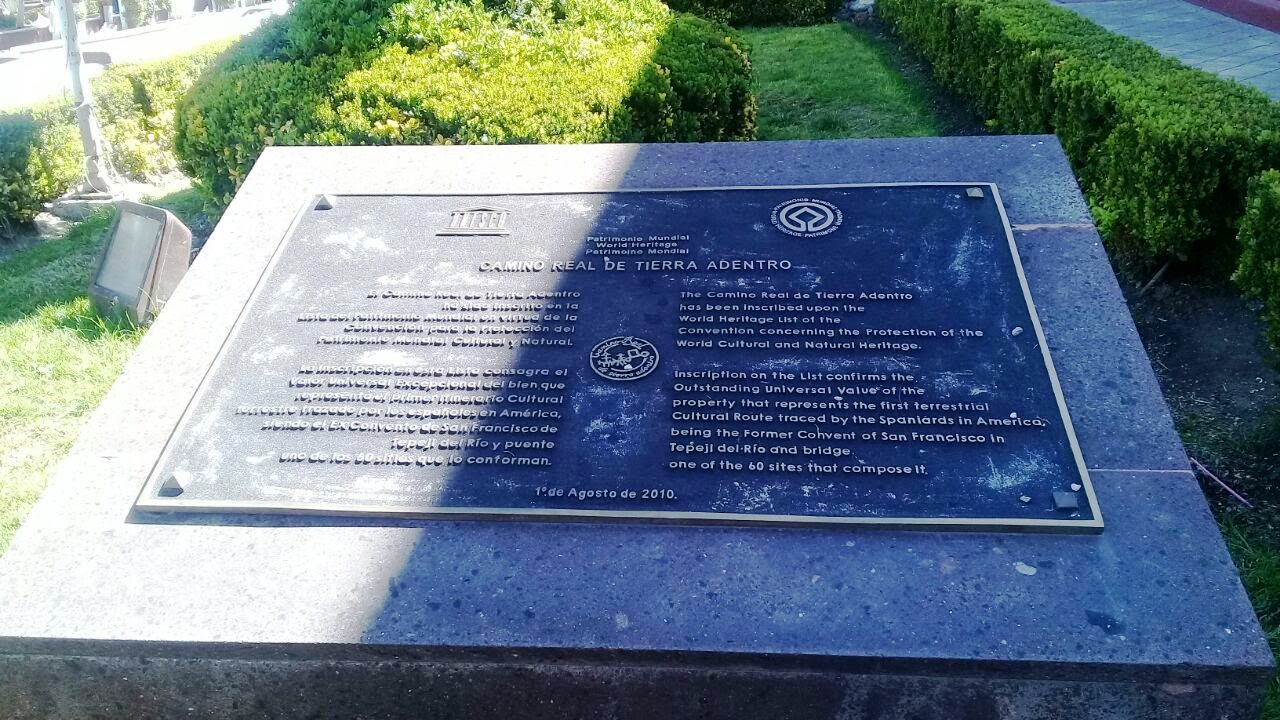
Targa con la dichiarazione di iscrizione all'UNESCO

Il 1° agosto 2010, il Tempio ed ex-convento di San Francisco de Asís, il ponte La Colmena lungo il tratto del Camino Real e l'antica Hacienda de La Cañada; sono stati dichiarati Patrimonio dell'Umanità dell'UNESCO, all'interno del Camino Real de Tierra Adentro. A ricordo di ciò, una targa posta nel giardino centrale di Tepeji, di fronte alla biblioteca comunale, recita il seguente testo:
(ES) La inscripción en esta lista, cosagra el valor universal excepcional del bien que reperesenta el primer itinerario cultural terreste trazado por los Españoles en America, siendo el exconvento de San Francisco de Tepeji del Río y puente, uno de los 60 sitios que lo conforman. 1° de agosto de 2010.
(IT) L'iscrizione in questo elenco conferma l'eccezionale valore universale del bene che rappresenta il primo itinerario culturale terrestre redatto dagli spagnoli in America, essendo l'ex convento di San Francisco de Tepeji del Río e il Ponte, uno dei 60 siti che lo compongono. 1° agosto 2010.